# Callosciurus honkhoaiensis
Sóc cây Hòn Khoai (Callosciurus honkhoaiensis) là một loài sóc đặc hữu của nhóm đảo nhỏ ở Hòn Khoai. Chúng được phân biệt với các loài Callosciurus khác bởi lông ở chóp đuôi có màu trắng với phần gốc màu đen, cũng như mặt bụng và bàn chân màu kem, đặc biệt  là ở chiều dài cơ thể và kích thước hộp sọ.
Loài này có khả năng đã bị tách khỏi đất liền bởi các thời kỳ băng hà và gian băng trong thế Pleistocen. Họ hàng gần nhất của chúng là Callosciurus caniceps, loài đã tách ra từ đầu thế Pliocene. Như một ví dụ về sinh vật lùn trên đảo, chúng nhỏ hơn nhiều so với họ hàng trên đất liền.